# Gymnotus sylvius
Gymnotus sylvius és una espècie de peix pertanyent a la família dels gimnòtids.

## Descripció
- Fa 8,4 cm de llargària màxima.[5]

## Hàbitat
És un peix d'aigua dolça, bentopelàgic i de clima tropical.

## Distribució geogràfica
Es troba a Sud-amèrica: conques dels rius Ribeira de Iguape, Paraíba do Sul i Pardo al Brasil.

## Observacions
És inofensiu per als humans.